# Эйюбов, Рашад Эльман оглы
Рашад Элман оглы Эюбов (азерб. Rəşad Elman oğlu Eyyubov; 3 декабря 1992, Сумгаит, Азербайджан) — азербайджанский футболист, полузащитник; тренер. Выступал в национальной сборной Азербайджана.

## Биография
Родился 3 декабря 1992 года в городе Сумгаит, Азербайджан. Рашад Эюбов внук известного азербайджанского археолога Исаак Мамед Реза оглы Джафарзаде. Окончил Одесскую общеобразовательную школу № 51. Владеет 4 языками: английский, русский, украинский а также азербайджанский.

## Карьера
С детства увлекался футболом и защищал честь Одесского «Черноморца», а также «Металлург Донецка». Первый тренер Зубков Виктор Захарович. За свои успехи был вызван в Сборную Украины U16.
В 2011 году был приглашен в ПФК «Симург» (Азербайджан), где продолжает карьеру на данный момент, а также в Сборную Азербайджана U 17,21 и в Национальную Сборную Азербайджана.
Первый матч за сборную Азербайджана провёл 24 февраля 2015 года против донецкого «Шахтёра», это была неофициальная встреча.
По окончании сезона 2014/15 получил предложение от «Габалы»
После завершения футбольной карьеры Эйюбов работал тренером команды U-19, дублирующего состава, а также основной команды клуба «Сабах». 7 января 2025 года Эйюбов был назначен главным тренером национальной сборной Азербайджана по футболу.
| № | Дата            | Оппонент  | Счёт | Голы | Пасы | Карточки | Минуты | Соревнование             |
| - | --------------- | --------- | ---- | ---- | ---- | -------- | ------ | ------------------------ |
| 1 | 17 ноября 2015  | Молдова   | 2:1  | —    | —    | —        | 15'    | Товарищеский матч        |
| 2 | 26 мая 2016     | Андорра   | 0:0  | —    | —    | —        | 27'    | Товарищеский матч        |
| 3 | 27 марта 2018   | Македония | 1:1  | —    | —    | —        | 78'    | Товарищеский матч        |
| 4 | 11 июня 2019    | Словакия  | 1:5  | —    | —    | —        | 79'    | Отбор ЧЕ-2020 (группа E) |
| 5 | 6 сентября 2019 | Уэльс     | 1:2  | —    | —    | —        | 21'    | Отбор ЧЕ-2020 (группа E) |
| 6 | 9 сентября 2019 | Хорватия  | 1:1  | —    | —    | —        | 1'     | Отбор ЧЕ-2020 (группа E) |
| 7 | 9 октября 2019  | Бахрейн   | 3:2  | —    | —    | —        | 45'    | Товарищеский матч        |

Итого: сыграно матчей: 7 / забито голов: 0; победы: 2, ничьи: 3, поражения: 2.